# Sokov
Sokov je priimek več oseb:
- Leonid Sokov, ruski umetnik
- Vasilij Sergejevič Sokov, sovjetski general